# 1980년 동계 올림픽 일본 선수단
1980년 올림픽 일본 선수단은 미국 레이크플래시드에서 개최된 1980년 동계 올림픽에 참가한 올림픽 일본 선수단이다.

## 메달 획득 현황

### 종목별 메달 획득 현황
| 종목      | 1 | 2 | 3 | 합계 |
| 스키 점프 | 0 | 1 | 0 | 1    |
| 합계      | 0 | 1 | 0 | 1    |

### 메달리스트
| 메달 | 이름          | 종목      | 세부 종목     |
| ---- | ------------- | --------- | ------------- |
|      | 야기 히로자쿠 | 스키 점프 | 노멀힐 개인전 |

## 스피드 스케이팅
- 후쿠다 카오루
- 이치무라 카즈키
- 카토 미요시
- 카와하라 마사유키
- 나가야 마키코
- 오타-야에가시 유코
- 시미즈 야스히로
- 야마모토 마사히코

## 피겨 스케이팅
- 와타나베 에미
- 이가라시 후미오
- 마쓰무라 미쯔루

## 참조
- 올림픽 공식 결과 보관됨 2012-02-04 - 웨이백 머신